# Liste der denkmalgeschützten Objekte in St. Gotthard im Mühlkreis
Die Liste der denkmalgeschützten Objekte in St. Gotthard im Mühlkreis  enthält die 13 denkmalgeschützten, unbeweglichen Objekte der Gemeinde St. Gotthard im Mühlkreis in Oberösterreich (Bezirk Urfahr-Umgebung).

## Denkmäler
| Foto |                 | Denkmal                                                                            | Standort                                       | Beschreibung | Metadaten |
| ---- | --------------- | ---------------------------------------------------------------------------------- | ---------------------------------------------- | --- | --- |
| ja   | Datei hochladen | Schloss Eschelberg HERIS-ID: 14158 Objekt-ID: 10386                                | Eschelberg 1 Standort KG: St. Gotthard         | Der dreigeschoßige Vierflügelbau mit einem asymmetrischen Rechteckhof, Torturm und Kapelle wurde ab 1596 errichtet. | BDA-Hist.: Q1562251 Status: Bescheid Stand der BDA-Liste: 2025-06-30 Name: Schloss Eschelberg GstNr.: 1029 Schloss Eschelberg                                 |
| ja   | Datei hochladen | Burgruine Eschelberg HERIS-ID: 14157 Objekt-ID: 10385                              | Eschelberg Standort KG: St. Gotthard           | Eine romanisch-gotische Anlage im Südosten des Schlosses mit mittelalterlicher Zwingmauer. Mit dem Schloss über die Kapelle und der Bergfried verbunden. Heute noch Mauerreste vorhanden.                                                              | BDA-Hist.: Q37732596 Status: Bescheid Stand der BDA-Liste: 2025-06-30 Name: Burgruine Eschelberg GstNr.: 1029                                                 |
| ja   | Datei hochladen | Forsthaus, ehem. Pflegerstöckl HERIS-ID: 14159 Objekt-ID: 10387                    | Eschelberg 2 Standort KG: St. Gotthard         | Das Pflegerstöckl ist ein zweigeschoßiger Renaissancebau aus dem Ende des 16. bzw. Anfang des 17. Jahrhunderts. Die Fassade aus der Zeit um 1600 wurde mittels Ortsteinquaderung, Konsolgesims, Kordongesims und rundbogigem Einfahrtstor akzentuiert. | BDA-Hist.: Q37732744 Status: Bescheid Stand der BDA-Liste: 2025-06-30 Name: Forsthaus, ehem. Pflegerstöckl GstNr.: 1029                                       |
| ja   | Datei hochladen | Ehem. Gefängnis HERIS-ID: 14161 Objekt-ID: 10389                                   | Eschelberg 4 Standort KG: St. Gotthard         | Das ehemalige Gefängnis wurde im 17. bzw. 18. Jahrhundert errichtet und bis zum 19. Jahrhundert genutzt. Der zweigeschoßige barocke Bau mit längsrechteckigem Grundriss und Schopfwalmdach besitzt eine Fassade mit Putzrahmengliederung.              | BDA-Hist.: Q37732878 Status: Bescheid Stand der BDA-Liste: 2025-06-30 Name: Ehem. Gefängnis GstNr.: 1029 Ehemaliges Gefängnis Eschelberg                      |
| ja   | Datei hochladen | Burg- und Schlossruine Rottenegg HERIS-ID: 14164 Objekt-ID: 10392                  | Hofberg 1 Standort KG: St. Gotthard            | Die 1285 urkundlich erwähnte Burg liegt an der Mündung der kleinen Rodl in die große Rodl und ist seit 1712 dem Verfall preisgegeben. An drei Seiten bestehen viergeschoßige Außenmauern. Nur noch wenige Mauerreste erhalten.                         | BDA-Hist.: Q1015493 Status: Bescheid Stand der BDA-Liste: 2025-06-30 Name: Burg- und Schlossruine Rottenegg GstNr.: 1782/1 Burgruine Rottenegg (St. Gotthard) |
| ja   | Datei hochladen | Unterreithmühle samt Pressstöckl HERIS-ID: 14156 Objekt-ID: 10383                  | Reithmühl 13 Standort KG: St. Gotthard         | Mittelalterlicher Bau mit Wohnhaus, Mühle und freistehendem Presshaus. Die bemerkenswerte Anlage verfügt über eine Riemlingdecke mit Rüstbaum aus dem Jahre 1783 und ist dem Gelände angepasst.                                                        | BDA-Hist.: Q37732525 Status: Bescheid Stand der BDA-Liste: 2025-06-30 Name: Unterreithmühle samt Pressstöckl GstNr.: 287/2, 295/2 Unterreithmühle             |
| ja   | Datei hochladen | Via Regia HERIS-ID: 14170 Objekt-ID: 10398                                         | Rottenegg Standort KG: St. Gotthard            | Technisches Denkmal. Die ehemalige Handelsstraße, auch als Krumauer Reichsstraße bekannt, ist auf ca. 1 km Länge erhalten und weist noch die historische Pflasterung mit Fluss-Steinen auf.                                                            | BDA-Hist.: Q37736565 Status: § 2a Stand der BDA-Liste: 2025-06-30 Name: Via Regia GstNr.: 1892/1                                                              |
| ja   | Datei hochladen | Wohnhaus, ehem. Fleischerei, sog. Fleischerhäusel HERIS-ID: 14169 Objekt-ID: 10397 | Rottenegger Straße 3 Standort KG: St. Gotthard | Die dreiflügelige Gebäudegruppe wurde um 1800 mit klassizistischer Fassade erbaut. Im Inneren Tonnengewölbe, außen ein Hausbild mit der Darstellung einer Stierschlachtung.                                                                            | BDA-Hist.: Q37734750 Status: Bescheid Stand der BDA-Liste: 2025-06-30 Name: Wohnhaus, ehem. Fleischerei, sog. Fleischerhäusel GstNr.: 1562 Fleischerhäusel    |
| ja   | Datei hochladen | Kath. Pfarrkirche hl. Gotthard HERIS-ID: 14142 Objekt-ID: 10369                    | St. Gotthard Standort KG: St. Gotthard         | Eine zweigeschoßige Saalkirche mit spätgotischem Chor. Die Inneneinrichtung und Ausmalung ist noch komplett aus dem späteren Historismus erhalten. | BDA-Hist.: Q37731975 Status: § 2a Stand der BDA-Liste: 2025-06-30 Name: Kath. Pfarrkirche hl. Gotthard GstNr.: 1 Pfarrkirche St. Gotthard                     |
| ja   | Datei hochladen | Pfarrhof HERIS-ID: 14143 Objekt-ID: 10370                                          | St. Gotthard 1 Standort KG: St. Gotthard       | Nordöstlich der Kirche gelegen mit umschließender Gartenanlage. Zweigeschoßiger Wohnbau mit drei Flügeln der Ende des 16. Jahrhunderts erbaut wurde.                                                                                                   | BDA-Hist.: Q37732002 Status: § 2a Stand der BDA-Liste: 2025-06-30 Name: Pfarrhof GstNr.: 9 Pfarrhof St. Gotthard                                              |
| ja   | Datei hochladen | Friedhof christlich HERIS-ID: 14144 Objekt-ID: 10371                               | bei St. Gotthard 1 Standort KG: St. Gotthard   | Ringförmig um die Kirche gelegen und mit Mauer eingefasst. Ein Kriegerdenkmal steht nördlich an der Mauer. | BDA-Hist.: Q37732053 Status: § 2a Stand der BDA-Liste: 2025-06-30 Name: Friedhof christlich GstNr.: 1, 9 Friedhof St. Gotthard                                |
| ja   | Datei hochladen | Wohnhaus, ehem. Volksschule HERIS-ID: 14145 Objekt-ID: 10372                       | St. Gotthard 2 Standort KG: St. Gotthard       | Um 1833 erbaut und 1953 in ein Wohnhaus umgebaut. | BDA-Hist.: Q37732159 Status: § 2a Stand der BDA-Liste: 2025-06-30 Name: Wohnhaus, ehem. Volksschule GstNr.: 208 Ehemalige Volksschule St. Gotthard            |
| ja   | Datei hochladen | Volksschule HERIS-ID: 14146 Objekt-ID: 10373                                       | St. Gotthard 3 Standort KG: St. Gotthard       | Zwischen 1949 und 1951 erbaut. Kubischer Grundriss mit Walmdach mit zwei Geschoßen. | BDA-Hist.: Q37732229 Status: § 2a Stand der BDA-Liste: 2025-06-30 Name: Volksschule GstNr.: 208 Volksschule St. Gotthard                                      |